# L'ombra di Washington
L'ombra di Washington (Janice Meredith) è un film muto del 1924 diretto da E. Mason Hopper. Nel Regno Unito, è conosciuto con il titolo The Beautiful Rebel.

## Trama

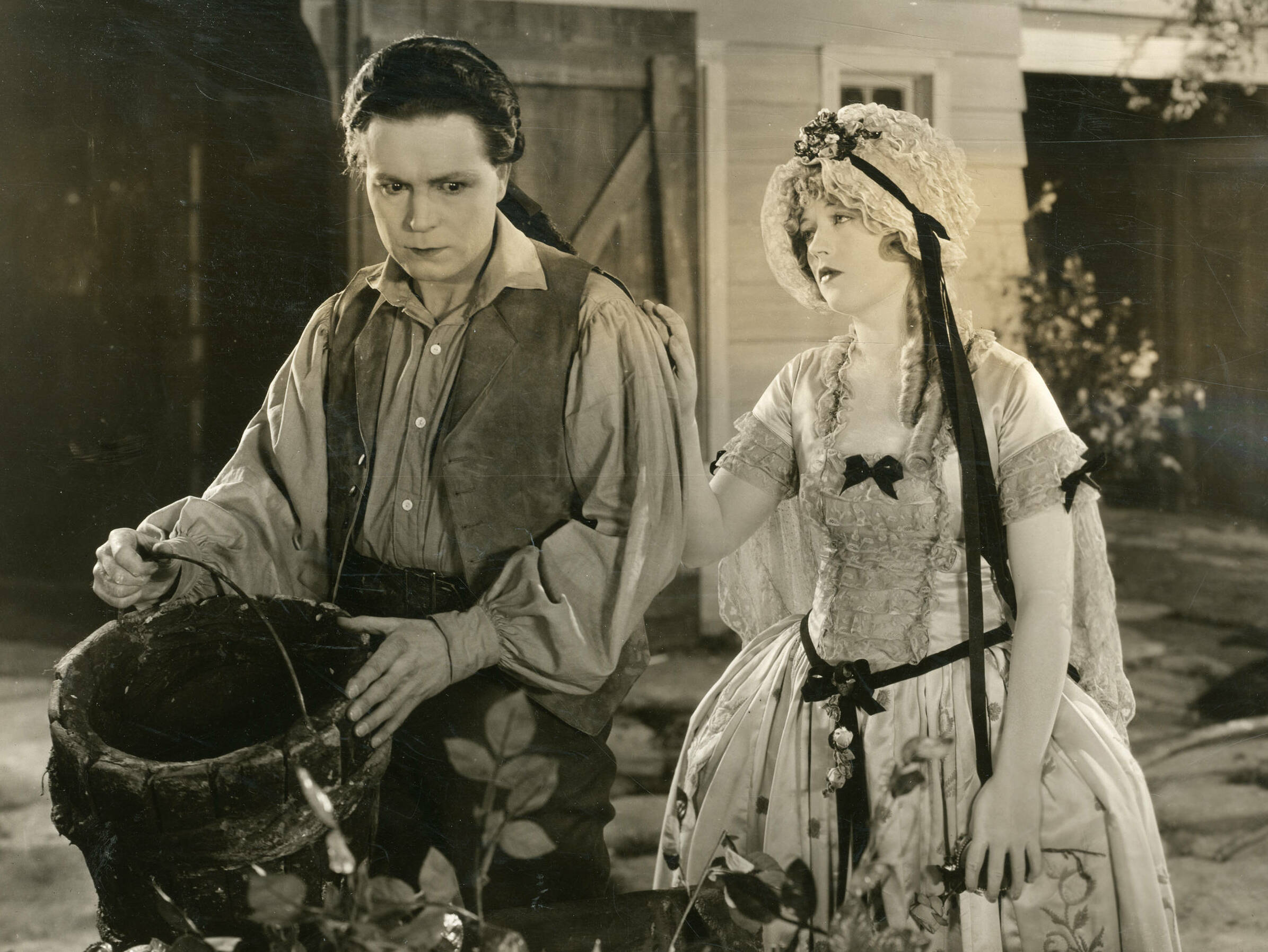
Harrison Ford, Marion Davies

Nel 1774, gli inglesi e i coloni americani arrivano ai ferri corti, iniziando la Guerra di Indipendenza. Janice è la figlia di un ricco piantatore proprietario della tenuta di Greenwald, sostenitore dei lealisti. La ragazza, in viaggio a Boston, ospite di una famiglia legata ai ribelli, sente per caso che gli inglesi marceranno il giorno dopo contro gli americani e rivela la cosa al suo ospite. Paul Revere salta a cavallo e inizia la sua cavalcata notturna diffondendo l'allarme nelle campagne. Janice si innamora di Charles, un ex-schiavo del padre, un nobile inglese che ha sposato la causa americana. Il giovane viene catturato dalle truppe reali, ma la ragazza lo aiuta a scappare. Quando, per la fuga, viene incolpata una cameriera di Greenwald, Janice si accusa e per questo viene arrestata e portata a Trenton, dove si trovano i reggimenti dell'Assia. Nel frattempo, Washington e le sue truppe attraversano il fiume Delaware gelato, arrivando alle spalle degli inglesi che non si aspettano l'attacco da quella direzione. Charles viene mandato in avanscoperta per scoprire la disposizione delle truppe inglesi ma viene nuovamente catturato. Janice riesce a mettere le mani sopra le carte che documentano i dati delle truppe e riesce a fuggire avventurosamente, mettendosi in contatto con Washington. I ribelli attaccano e riescono a salvare Charles dalla fucilazione.

## Produzione
Il film fu prodotto dalla Cosmopolitan Productions di William Randolph Hearst per la Metro-Goldwyn Pictures Corporation. Venne girato negli Hearst International Studios di New York, a Lake Placid e a Plattsburgh.

## Distribuzione
Distribuito dalla Metro-Goldwyn Pictures Corporation, uscì nelle sale cinematografiche statunitensi l'8 dicembre 1924.